# Fijiamadin
Fijiamadin (Erythrura pealii) är en fågel i familjen astrilder inom ordningen tättingar.

## Utbredning och systematik
Fågeln förekommer i Fiji (öarna Kandavu, Viti Levu, Vanua Levu och Taveuni). Den behandlas som monotypisk, det vill säga att den inte delas in i några underarter. Vissa inkluderar den i papegojamadinen (E. erythrovirens).

## Status
IUCN kategoriserar arten som livskraftig.

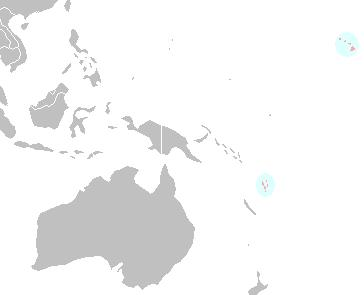
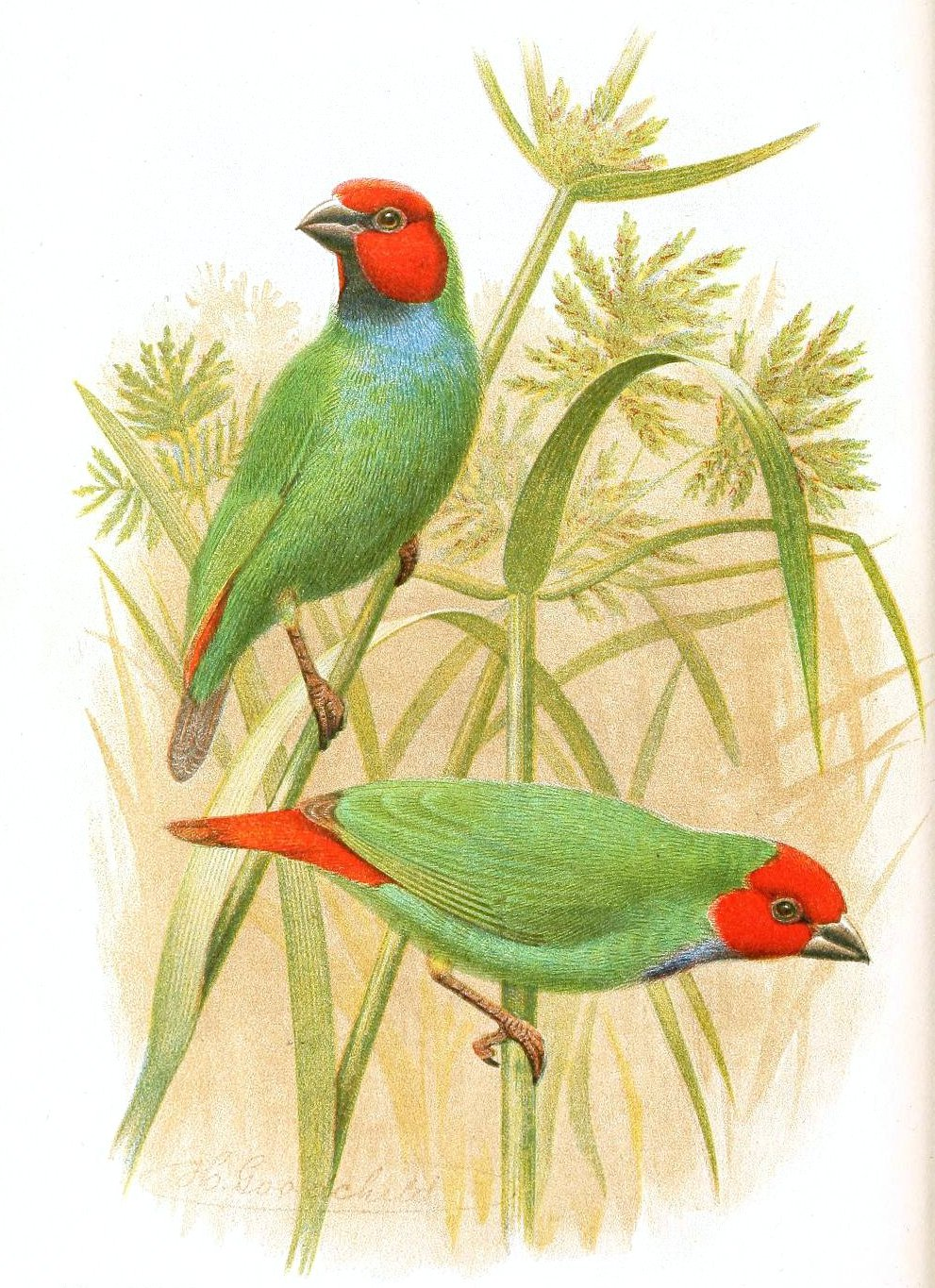